# Pallacorda ai Giochi olimpici

## Storia
La pallacorda ha fatto parte del programma dei Giochi olimpici in due edizioni.
La prima apparizione avvenne ai Giochi della II Olimpiade di Parigi del 1900 a scopo dimostrativo e vide la partecipazione di squadre esclusivamente francesi divise in due categorie a loro volta divise in due discipline: la longue paume tradizionale (o terrée, ovvero 6 contro 6) e la longue paume enlevée (4 contro 4).
Otto anni dopo, ai Giochi della IV Olimpiade di Londra, fu disputato un solo torneo, questa volta di singolare, a cui presero parte undici atleti, nove britannici e due statunitensi.

## Albo d'oro
| Edizione    | Oro          | Argento       | Bronzo                |
| ----------- | ------------ | ------------- | --------------------- |
| Londra 1908 | Jay Gould II | Eustace Miles | Neville Bulwer-Lytton |